# Pequeña esfinge de Hatshepsut

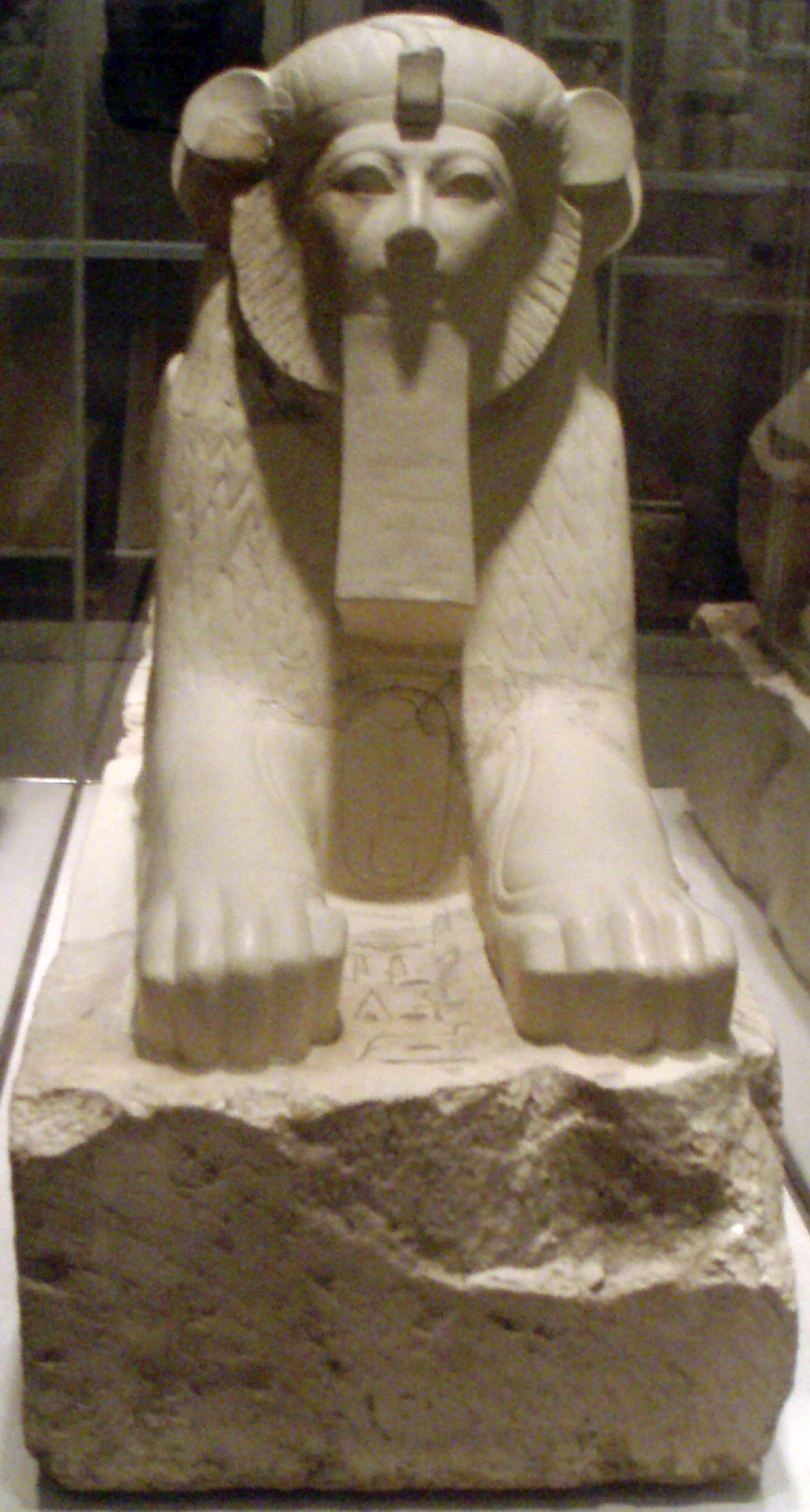
Pequeña esfinge de Hatshepsut en el Museo Metropolitano de Arte de Nueva York.

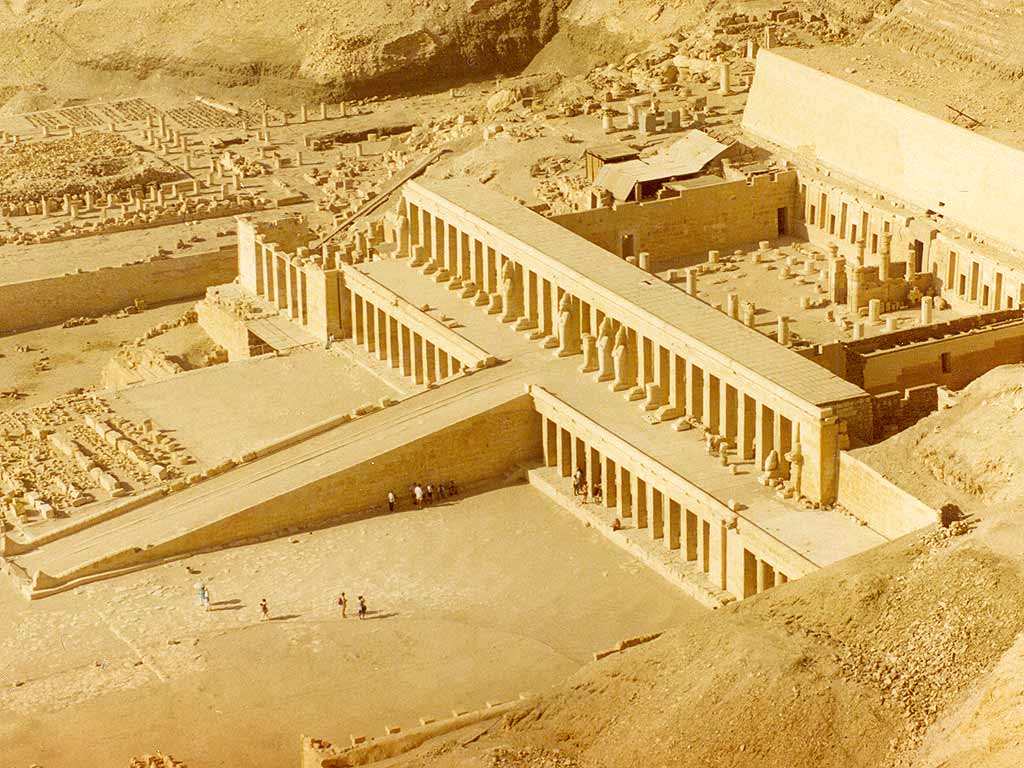
Templo de Hatshepsut en Deir el-Bahari.

La pequeña esfinge de Hatshepsut es una escultura en forma de esfinge tallada en el Imperio Nuevo de Egipto, concretamente durante la Dinastía XVIII de Egipto.

## Historia
La esfinge se cree que pudo estar situada en la parte inferior del complejo del Templo de Hatshepsut en Deir el-Bahari, (en árabe: دير البحري ), que literalmente significa "El convento del Norte", un complejo de templos funerarios y tumbas que se encuentra en la ribera occidental del río Nilo, en el IV nomo del Alto Egipto, frente a la antigua ciudad de Tebas, la actual Luxor, en Egipto.
La escultura representa a Hatshepsut, reina-faraón de la dinastía XVIII de Egipto. Quinta gobernante de dicha dinastía, que reinó de ca. 1479 a. C. a 1457 a. C.Cronología según von Beckerath, Kitchen, Aldred y Málek, Gobernó con el nombre de Maatkara Hatshepsut.

## Conservación
- La figura se exhibe de forma permanente en el Museo Metropolitano de Arte de Nueva York, desde el año 1931, después de ser donado por el fondo Rogers.

## Características
- Estilo: arte egipcio.
- Material: piedra caliza.
- Restos de pintura amarilla rojiza y azul.